# Otto zur Linde
Otto zur Linde, född den 26 april 1873 i Essen an der Ruhr, död den 16 februari 1938 i Berlin, var en tysk författare.
zur Linde  studerade germanistik och blev filosofie doktor samt vistades tre år i London. Han började 1904 utge den litterära tidskriften Charon, kring vilken det småningom samlade sig en grupp meningsfränder (Karl Röttger, Rudolf Pannwitz, Rudolf Paulsen med flera, vilka kallades Charontiker. Bland zur Lindes verk märks Gedichte, Märchen und Skizzen (1901), Fantoccini (1902), Die Kugel (1909) samt Thule Traumland, Album und Lieder der Liebe und Ehe, Stadt und Landschaft, Charontischer Mythus och Wege, Menschen und Ziele (de fem sista även kallade Gesammelte Werke, I–V). 
zur Linde betecknar en vidareutveckling av den tyska lyriken både från Arno Holz, mot vilken han i den teoretiska programskriften Arno Holz und der Charon (1911) tog ställning och från vilken han framför allt skiljer sig genom det irrationella, det mystika draget i sin konst, och från Stefan George, vars motsats han är framför allt i formen, där zur Linde eftersträvade – och nådde – ett enkelt, okonstlat uttryck, fritt från pose och konvention. Själslig ursprunglighet, skaldens ansvarighet inför Gud och inför folket, en religiöst romantisk motsats och motvilja mot den materialistiska och intellektualistiska kulturen efter 1850, men också en bestämd avoghet mot all estetiskt konstnärlig isolering är utmärkande för zur Linde, vars stilla väsen och diktning gjorde hans insats jämförelsevis föga beaktad.